# Holiday Rap
Holiday Rap is een nummer van het Nederlandse rapduo MC Miker G & DJ Sven uit 1986.

## Achtergrond
Het nummer is gebaseerd op Madonna's doorbraakhit Holiday, terwijl het refrein een interpolatie is van Summer Holiday van Cliff Richard. De demoversie van de "Holiday Rap" werd opgenomen door dj Martin van der Schagt. Ben Liebrand heeft uiteindelijk de muziek herschreven en bewerkt, en veranderde de tekst. In de tekst rappen en zingen MC Miker G en DJ Sven over hun vakanties naar onder andere Londen, New York en Amsterdam. 
De "Holiday Rap" werd meteen een internationale hit. Het kwam in 44 landen in de hitlijsten en werd in 34 landen een nummer 1-hit, wat voor die tijd zeer uitzonderlijk was voor een Nederlands hiphopduo. Ook in de Nederlandse Top 40 en de Vlaamse Radio 2 Top 30 was het nummer goed voor de nummer 1-positie.

## Parodie
Het lied werd in 1986 geparodieerd door Haagse Harry en Hollandscheveldse Hendrik in het lied Holland rep. Dit lied is een ode aan het strand van Scheveningen.

## Hitnoteringen

### Nederlandse Top 40
| Hitnotering: 12-07-1986 t/m 27-09-1986 | Hitnotering: 12-07-1986 t/m 27-09-1986 | Hitnotering: 12-07-1986 t/m 27-09-1986 | Hitnotering: 12-07-1986 t/m 27-09-1986 | Hitnotering: 12-07-1986 t/m 27-09-1986 | Hitnotering: 12-07-1986 t/m 27-09-1986 | Hitnotering: 12-07-1986 t/m 27-09-1986 | Hitnotering: 12-07-1986 t/m 27-09-1986 | Hitnotering: 12-07-1986 t/m 27-09-1986 | Hitnotering: 12-07-1986 t/m 27-09-1986 | Hitnotering: 12-07-1986 t/m 27-09-1986 | Hitnotering: 12-07-1986 t/m 27-09-1986 | Hitnotering: 12-07-1986 t/m 27-09-1986 | Hitnotering: 12-07-1986 t/m 27-09-1986 |
| Week                                   | 1                                      | 2                                      | 3                                      | 4                                      | 5                                      | 6                                      | 7                                      | 8                                      | 9                                      | 10                                     | 11                                     | 12                                     |                                        |
| -------------------------------------- | -------------------------------------- | -------------------------------------- | -------------------------------------- | -------------------------------------- | -------------------------------------- | -------------------------------------- | -------------------------------------- | -------------------------------------- | -------------------------------------- | -------------------------------------- | -------------------------------------- | -------------------------------------- | -------------------------------------- |
| Positie                                | 27                                     | 10                                     | 3                                      | 1                                      | 1                                      | 1                                      | 3                                      | 3                                      | 5                                      | 10                                     | 18                                     | 32                                     | uit                                    |

### Nationale Hitparade
| Hitnotering: 12-07-1986 t/m 27-09-1986 | Hitnotering: 12-07-1986 t/m 27-09-1986 | Hitnotering: 12-07-1986 t/m 27-09-1986 | Hitnotering: 12-07-1986 t/m 27-09-1986 | Hitnotering: 12-07-1986 t/m 27-09-1986 | Hitnotering: 12-07-1986 t/m 27-09-1986 | Hitnotering: 12-07-1986 t/m 27-09-1986 | Hitnotering: 12-07-1986 t/m 27-09-1986 | Hitnotering: 12-07-1986 t/m 27-09-1986 | Hitnotering: 12-07-1986 t/m 27-09-1986 | Hitnotering: 12-07-1986 t/m 27-09-1986 | Hitnotering: 12-07-1986 t/m 27-09-1986 | Hitnotering: 12-07-1986 t/m 27-09-1986 | Hitnotering: 12-07-1986 t/m 27-09-1986 |
| Week                                   | 1                                      | 2                                      | 3                                      | 4                                      | 5                                      | 6                                      | 7                                      | 8                                      | 9                                      | 10                                     | 11                                     | 12                                     |                                        |
| -------------------------------------- | -------------------------------------- | -------------------------------------- | -------------------------------------- | -------------------------------------- | -------------------------------------- | -------------------------------------- | -------------------------------------- | -------------------------------------- | -------------------------------------- | -------------------------------------- | -------------------------------------- | -------------------------------------- | -------------------------------------- |
| Positie                                | 4                                      | 1                                      | 1                                      | 1                                      | 1                                      | 1                                      | 1                                      | 4                                      | 16                                     | 34                                     | 43                                     | 50                                     | uit                                    |